# غولدن آي 007 (لعبة فيديو 2010)
غولدن آي 007 (بالإنجليزية: GoldenEye 007)‏ هي لُعبَةُ فيديو مِن نَوع تَصويب مَنظُور الشَخص الأَوَل طُوِّرَت مِن قِبَل شَرِكة يوروكوم وقامَت شرِكَةُ أكتيفجن بِنشرها لِمُشَغِل ألعاب الفيديو وي.
مع نُسخَةٍ مَحمُولَةٍ لنظام نينتندو دي إس طُوِّرَت بواسِطَة إن-سبيس.
اللعبة مأخُوذةٌ عن فيلم جيمس بوند 1995 بِعُنوان العين الذهبية، وتُعتَبَر إعادة صُنع للعبة نينتندو 64 1997 بعنوان غولدن آي 007. أُعلِنَ عن إطلاق اللعبة رَسمياً بِواسطة نينتندو في معرض الترفيه الإلكتروني 2010.
صَدَرت اللعبةُ في 2 نوفمبر، 2010 جنباً إلى جَنبٍ مع لعبة جيمس بوند أُخرى، بلاد ستون (Blood Stone). تَلَقَت اللعبة إستقبالاً إيجابياً من النُقّاد. في 2011 تم إصدار اللعبة للبلاي ستيشن 3 وإكس بوكس 360 بصورة عالي الدقة تحت عنوان غولدن آي 007: ريلودد (GoldenEye 007: Reloaded).

## روابط خارجية
- العين الذهبية 007 على موقع IMDb (الإنجليزية)